# Lopare (kommun)
Lopare är en kommun i Bosnien och Hercegovina.   Den ligger i entiteten Republika Srpska, i den nordöstra delen av landet, 90 km norr om huvudstaden Sarajevo.